# 生きてるものはいないのか
『生きてるものはいないのか』（いきてるものはいないのか）は、前田司郎の戯曲である。2007年に京都芸術センターにて前田自身の演出で初演。翌年、第52回岸田國士戯曲賞を受賞。本は白水社から刊行されている。
岸田賞の選評では「『死』ではなく『死に方』に関する見事な不条理演劇」（鴻上尚史）「ベケットの言語からも、別役実の言語からも逃れえた不条理劇」（宮沢章夫）と評された。2012年には石井岳龍（石井聰亙から改名）の監督で映画化された。
2014年10月16日から26日まで青山円形劇場「青山円劇カウンシル・アンコール」にて再演、主演は川口春奈。（舞台に参照）

## あらすじ
作品の舞台は大学周辺で、舞台上でははじめ大学の休憩所や大学近くの喫茶店、研究室や大学病院の一室などが混在し、劇の進行につれて境界が曖昧になる。この舞台上を、都市伝説を研究している学生たちや、友人の結婚披露宴の出し物の相談をしている学生たち、自分の婚約者と元恋人との修羅場に直面している男、アイドルグループに所属する現役学生、といった人物たちの会話ややりとりが交互に展開する。はじめはどれも日常的なやりとりの範囲におさまっているが、やがて登場人物の一人が突然苦しみはじめてまもなく死に、それから次々と登場人物たちが、悲劇的というよりは間の悪いこっけいな死に際を見せながら倒れてゆく。劇中では都市伝説となっている殺人ウイルスの存在がほのめかされるものの、彼らの死の原因は最後までわからないままである。

## 映画
同名戯曲を『鏡心』の石井聰亙改め石井岳龍が群像不条理劇として長編映画化。主演は染谷将太。石井の作品としては『五条霊戦記 GOJOE』以来10年ぶりの長編映画となる。

### キャスト
- ケイスケ - 染谷将太
- リョウコ - 高梨臨
- カオリ - 白石廿日
- カツフミ - 飯田あさと
- ナナ - 高橋真唯
- エナリ - 田島ゆみか
- エイコ - 池永亜美
- アンドレ - 札内幸太
- マッチ - 長谷部恵介
- カツオ - 師岡広明
- ジョージ - 羽染達也
- マキ - 青木英李
- ミキ - 田中こなつ
- コウイチ - 渋川清彦
- サカナ博士 - 津田翔志朗
- サイトウ - 芹澤興人
- サチエ - 杉浦千鶴子
- ヤマさん - 村上淳

### スタッフ
- 監督 - 石井岳龍
- 製作 - 石井岳龍、金延宏明、橋本英治、大崎裕伸
- プロデューサー - 大崎裕伸
- 原作 - 前田司郎
- 脚本 - 前田司郎
- 脚色 - 石井岳龍
- 撮影 - 松本ヨシユキ
- 編集 - 石井岳龍、武田峻彦
- 音楽 - 石井榛
- VFX - 岩谷和行
- ギター演奏 - 田渕ひさ子（メインテーマ・ギター演奏）
- ポストプロダクションスーパーバイザー - 岩谷和行
- 撮影補 - 御木茂則
- 美術監修 - 磯見俊裕
- 録音 - 三澤武徳
- 助監督 - 藤江儀全
- 製作 - ドラゴンマウンテン
- 配給 - ファントム・フィルム

## 舞台

### 2007年
- 京都芸術センター（10月18日〜21日）[4]、こまばアゴラ劇場（11月3日〜12日）[5]

### 2014年
- 場所：こどもの城 青山円形劇場
- 日時：10月16日〜26日
- 出演：川口春奈・中島歩・若月佑美・木村了・明星真由美・前田司郎ほか